# Кемакеза, Аллан
Аллан Кемакеза (англ. Allan Kemakeza, род. 1950) — политический деятель Соломоновых Островов, премьер-министр страны с 2001 по 2006 год. С 1989 года представляет в национальном парламенте избирательный округ Саво/Рассел..

## Биография
Родился 11 октября 1950 года, в деревне Пануэли на острове Саво в Центральной провинции. Школьное образование получил в различных церковных школах, после чего посетил несколько курсов полицейских академий в Великобритании и Австралии. В 1972 году поступил на работу в полицию Соломоновых Островов. Впоследствии занимал различные должности, пока в декабре 1988 года не ушёл в отставку, для того чтобы принять участие в парламентских выборах 1989 года. На них ему удалось одержать победу и стать представителем округа Саво/Рассел в национальном парламенте. В 1989 году был назначен на должность министра полиции и юстиции, оставаясь на ней до 1990 года. С 1991 по 1993 год был министром жилищных и правительственных услуг. В мае 1993 года был переизбран в парламент, где с 1993 по 1994 год был заместителем лидера оппозиции. С 1995 по 1996 год занимал должность министра лесного хозяйства и окружающей среды. В августе 1997 года вновь был переизбран в национальный парламент Соломоновых Островов, где опять стал заместителем лидера оппозиции.
В июне 2000 года, при премьер-министре Манассе Согаваре, Кемакеза был назначен заместителем премьер-министра и министром национального единства, примирения и мира. Однако в августе 2001 года он был снят с этих должностей в связи с обвинениями в коррупции. В том числе, он был заподозрен в хищении государственных средств в размере SI$ 851 тысячи, предназначенных для выплаты компенсаций семьям, члены которых погибли в ходе гражданской войны на Соломоновых Островах.
На парламентских выборах, состоявшихся 5 декабря 2001 года, партия Кемакеза, Партия народного альянса, завоевала 20 из 49 парламентских мест, став крупнейшей партией в парламенте Соломоновых Островов. В результате 17 декабря 2001 года уже в первом круге голосования Кемакеза был избран премьер-министром страны, набрав 29 из 50 голосов.
Кемакеза оставался на посту премьер-министра в течение полного четырёхлетнего парламентского срока, пережив три попытки вынесения его правительству вотума недоверия, что является большой редкостью в политической истории Соломоновых Островов. После того, как к декабре 2005 года истёк срок полномочий парламента и он был распущен, правительство Кемакеза стало временным, до новых парламентских выборов, состоявшихся 5 апреля 2006 года. На них Партия народного альянса потеряла свыше 10 мест в парламента, однако Кемакеза удалось сохранить за собой мандат. 20 апреля 2006 года он ушёл в отставку, и его место занял заместитель премьер-министра, Рини Снайдер. 24 апреля 2006 года Кемакеза стал заместителем спикера национального парламента, набрав 25 из 50 голосов.
В начале ноября 2007 года Кемакеза был обвинен в вымогании денежных средств под угрозой применения силы в связи с рейдом, осуществлённым по его приказу в мае 2002 года на юридическую фирму Sol Law, расположенной в Хониаре. Как утверждалось, причиной этого рейда стала попытка вынудить австралийского юриста фирмы, который оказывал большое влияние на национальные финансовые институты, покинуть Соломоновы Острова. В результате бывший премьер-министры страны оказался перед угрозой тюремного заключения. По сообщениям, Кемакеза обсуждал с правительством Согаваре возможность помилования. Правительство требовало, чтобы он ушёл из оппозиции и стал председателем Министерства водоснабжения Соломоновых Островов, однако Кемакеза отказался от этого предложения, как и стал отрицать сам факт ведения каких-либо переговоров. В декабре того же года он поддержал лидера оппозиции Фреда Фоно, и в скором времени правительству Согаваре был вынесен вотум недоверия. После ухода правительства Согаваре Кемакеза стал министром лесного хозяйства при премьер-министре Дереке Сикуа, покинув в тот же день должность заместителям спикера парламента. Однако в 2008 году он был приговорён к пяти месяцам тюремного заключения.
Высвободившись из тюрьмы, Кемакеза попытался вернуться в парламент Соломоновых Островов, однако спикер заявил, что в связи с отбыванием тюремного заключения в течение длительного времени он потерял свой мандат. Тем не менее Кемакеза принял участие в довыборах в парламент от округа Саво/Рассел и 1 ноября 2009 года одержал уверенную победу. Недовольные результатами выборов соперники заявили, что бывший премьер-министр не мог принимать участие в довыборах, так как двенадцатимесячный условный приговор всё ещё был в силе (должен был истечь только в январе 2010 года).